# Gustav König (Dirigent)
Gustav König (* 12. August 1910 in Schwabach; † 5. Februar 2005 in Essen) war ein deutscher Dirigent und Generalmusikdirektor in Essen.

## Leben
König legte sein Abitur an einem humanistischen Gymnasium ab und besuchte schon während der Schulzeit das Konservatorium seiner Heimatstadt. Er studierte an der Akademie der Tonkunst in München. Seine Dirigentenlaufbahn begann er 1932/33 als Opernkapellmeister und Konzertdirigent in Osnabrück und arbeitete in Stettin (ab 1934/35), Berlin (ab 1936/37: Theater am Nollendorfplatz, Volksoper) und Aachen (ab 1941/42 als 1. Kapellmeister und Stellvertreter des Generalmusikdirektors Herbert von Karajan). Ab 1943/44 war er Leiter des Städtischen Musikwesens und Musikalischer Leiter der Oper in Essen. 1951/52 wurde er zum Generalmusikdirektor berufen und arbeitete mit den Intendanten Karl Bauer, Erich Schumacher und Jürgen Dieter Waidelich zusammen. 1975 ging König in den Ruhestand.
Bekannt wurde König vor allem für seine Ur- und deutschen Erstaufführungen von Werken der Moderne, darunter Frank Martins Der Zaubertrank (1948), Alban Bergs Lulu (1953 – diese Produktion, in der Carla Spletter die Titelpartie gestaltete, wurde am 7. und 9. Juli 1953 beim Holland Festival in der Stadsschouwburg Amsterdam ein herausragender Erfolg), Dallapiccolas Der Gefangene (1954) und Hermann Reutters Die Brücke von San Luis Rey.
König beantragte am 10. November 1937 die Aufnahme in die NSDAP und wurde rückwirkend zum 1. Mai desselben Jahres aufgenommen (Mitgliedsnummer 5.851.168).